# روز زیبا
روز زیبا (به انگلیسی: Beautiful Day) نام یکی از مشهورترین تک‌آهنگ‌های یوتو است. این آهنگ برای اولین بار در سال ۲۰۰۰ درقالب یک آلبوم منتشر شد. و همچنین یکی از موقعیت‌های تجاری این گروه نیز بود. تک‌آهنگ "روز زیبا" و "شماها نمی‌توانید عقب برانید"، جزء پربازدیدترین آهنگ‌های این گروه بوده است. در سال ۲۰۰۸ این تک‌آهنگ به عنوان پاپان فیلم جزیره نیم انتخاب شد. کرت نیلسن خواننده نروژی، با اجرای این آهنگ برندهٔ آیدل جهانی شد. و همچنین، در سال ۲۰۱۰ لی دوایز اولین ترانه‌اش را بعد از پیروزی در امریکن آیدل در قالب نسخهٔ "روز زیبا" منتشر کرد.